# Edmond FitzAlan (2e comte d'Arundel)
Pour les articles homonymes, voir Edmond FitzAlan.
Edmond FitzAlan (1er mai 1285 – 17 novembre 1326), 2e comte d'Arundel, est un noble anglais qui a joué un rôle important dans le conflit opposant le roi Édouard II à ses barons tout au long de son règne. Son père Richard FitzAlan meurt en 1302, alors que Edmond est encore mineur. Ce dernier est placé sous la garde de John de Warenne, 6e comte de Surrey, et épouse sa petite-fille Alice en 1306. Cette même année, Edmond est déclaré majeur, titré comte d'Arundel et adoubé par le roi Édouard Ier. Peu après, le jeune comte sert le roi dans ses campagnes en Écosse, ce pourquoi il est grandement récompensé en terres et en argent. 
Après la mort d'Édouard Ier, Arundel devient un des membres de l'opposition au nouveau roi Édouard II et à son favori Pierre Gaveston. En 1311, il fait partie des Ordonnateurs qui assument le contrôle du gouvernement pour le roi. Avec Thomas de Lancastre, il est responsable de la mort de Gaveston en 1312. Toutefois, à partir de ce moment-là, les relations entre le roi et le comte deviennent plus amicales. Ceci est probablement dû à son association avec le nouveau favori royal Hugues le Despenser le Jeune, qui marie une de ses filles avec le fils aîné d'Edmond. Arundel soutient le roi lorsqu'il écrase la rébellion de Roger Mortimer et de Thomas de Lancastre en 1322. 
En remerciement pour ses services, il reçoit des terres et des postes en gains. Son destin change radicalement lorsque l'Angleterre est envahie en 1326 par Mortimer, qui a fait cause commune avec la reine Isabelle de France. Immédiatement après la capture d'Édouard II, la reine ordonne l'exécution du comte d'Arundel et la confiscation de ses titres et terres. Son fils et héritier Richard n'obtient la restitution de ceux-ci qu'en 1331, après que le roi Édouard III ait écarté du pouvoir la reine et Mortimer. Pendant les années 1390, un culte s'est développé autour du comte d'Arundel : il est alors vénéré comme un martyr, bien qu'il n'ait jamais été canonisé.

## Biographie

### Origines et jeunesse
Edmond FitzAlan est né à Marlborough, dans le Wiltshire, le 1er mai 1285. Il est le fils aîné de Richard FitzAlan, 1er comte d'Arundel, et de son épouse Alice de Saluces, fille du marquis italien Thomas Ier de Saluces. Du côté paternel, Edmond se trouve être un cousin germain éloigné au premier degré de Roger Mortimer, 3e baron Mortimer de Wigmore, tandis que du côté maternel, il est un cousin germain éloigné au premier degré d'Henry de Lacy, 3e comte de Lincoln. Richard FitzAlan a été en opposition au roi Édouard Ier pendant la crise politique de 1295, a en conséquence contracté de nombreuses dettes envers la couronne et a donc vu une partie de ses terres confisquées en attente du paiement de ses dettes. Lorsque son père Richard meurt le 9 mars 1302, Edmond est encore mineur et, comme sa mère Alice est décédée en 1292, sa garde est confiée par Édouard Ier à son proche compagnon d'armes John de Warenne, 6e comte de Surrey. À ce moment-là, le petit-fils et héritier de John de Warenne, prénommé lui aussi John, n'est pas encore marié. Ainsi, peu avant sa mort, survenue le 29 septembre 1304, le comte de Surrey propose en mariage à Edmond FitzAlan sa petite-fille Alice, héritière présomptive de son frère. Pour des raisons inconnues, Edmond refuse d'abord l'offre dans un document daté du 30 décembre 1304. Toutefois, il change d'avis et épouse Alice au mois de mai 1306. Malgré le refus initial d'Edmond FitzAlan, le mariage se révélera apparemment fructueux, puisque le couple aura neuf enfants : leur premier fils, Richard, naît aux alentours de 1313. 
En avril 1306, peu avant d'atteindre sa majorité, alors fixée à 21 ans, Edmond FitzAlan prend pleinement possession de son héritage paternel. Le 22 mai 1306, il est adoubé en l'abbaye de Westminster par le roi Édouard Ier au cours de la Fête des cygnes, aux côtés de 266 autres nobles, dont le futur Édouard II, alors prince de Galles, mais aussi son cousin Roger Mortimer, 3e baron Mortimer de Wigmore, et son grand-oncle Roger Mortimer, 1er baron Mortimer de Chirk. Ces adoubements ont lieu en préparation de la prochaine campagne militaire anglaise dans le cadre des guerres d'Écosse. Après la cérémonie, les nouveaux chevaliers rejoignent l'armée royale qui pourchasse Robert Bruce, qui s'est autoproclamé roi d'Écosse quelques mois auparavant. Une fois que Bruce et ses partisans ont été mis en déroute lors de la bataille de Methven le 19 juin 1306, Edmond FitzAlan est richement récompensé pour sa loyauté et ses services. Édouard Ier lui pardonne entre autres les dettes de 4 234 livres qu'il a héritées de son père. Ces marques de patronage royal subsistent malgré la mort d'Édouard Ier le 7 juillet 1307. En effet, au cours de l'année 1308, Édouard II lui rend le hundred de Purslow, honneur qu'Édouard Ier avait confisqué à son père Richard . Edmond FitzAlan reçoit également des distinctions officielles durant les premières années de règne d'Édouard II. Ainsi, au couronnement du roi et de son épouse Isabelle de France en l'abbaye de Westminster le 25 février 1308, Edmond détient la fonction de chef bouteiller, poste appartenant traditionnellement aux comtes d'Arundel.

### Opposition à Édouard II
Bien que le règne d'Édouard II soit initialement harmonieux, le roi rencontre rapidement l'opposition de plusieurs barons et prélats. La source de ce mécontentement est la relation privilégiée qu'entretient le nouveau souverain avec le chevalier gascon Pierre Gaveston, exilé par Édouard Ier mais rappelé par Édouard II immédiatement après son avènement au trône. Le favoritisme du roi envers Gaveston est une offense à la vieille noblesse anglaise établie depuis plus de deux siècles et son élévation au titre de comte de Cornouailles suscite la colère des barons. Aux côtés de son beau-frère John de Warenne, 7e comte de Surrey, et d'Humphrey de Bohun, 4e comte de Hereford, Edmond FitzAlan affronte Pierre Gaveston le 2 décembre 1307 lors d'un tournoi tenu à Wallingford. Pendant la joute, les jeunes et talentueux chevaliers qui accompagnent Gaveston gagnent aisément contre les chevaliers plus âgés qui accompagnent les comtes de Surrey, de Hereford et d'Arundel. À l'issue d'un verdict que les contemporains ont jugé controversé, les arbitres tranchent en faveur de Gaveston et cette humiliation provoque une forte inimitié entre les deux partis en présence. L'arrogance du favori royal pousse alors plusieurs barons à contraindre le roi à exiler une seconde fois Gaveston le 18 mai 1308. Édouard II réussit pourtant à se réconcilier avec l'opposition et Gaveston est autorisé à rentrer en Angleterre le 27 juin 1309. Edmond FitzAlan se distingue alors de certains membres de l'opposition en n'assistant pas au Parlement tenu à Stamford en juillet 1309, où Gaveston fait son retour. 
Une fois le favori rappelé d'exil, son comportement devient de plus en plus agressif et l'hostilité à sa personne ne cesse de croître. En addition, les barons ne sont pas satisfaits par leur roi, qui échoue à engager des campagnes militaires efficaces en Écosse. Le 16 mars 1310, Édouard II accepte de mauvaise grâce la nomination d'un comité d'Ordonnateurs, qui est chargé de réformer le gouvernement royal. Le comte d'Arundel fait partie des huit comtes qui constituent les 21 Ordonnateurs. Les Ordonnateurs contraignent une nouvelle fois à l'exil Pierre Gaveston le 3 novembre 1311 mais le roi annule cette décision dès le 18 janvier 1312. Le favori est alors considéré comme un hors-la-loi et le comte d'Arundel fait partie des comtes qui font serment de le traquer. Le 18 juin 1312, Edmond FitzAlan s'associe à Thomas de Lancastre, 2e comte de Lancastre, Guy de Beauchamp, 10e comte de Warwick, et Humphrey de Bohun, 4e comte de Hereford, et participe à la condamnation à mort de Gaveston, récemment capturé. Il assiste par ailleurs à son exécution le lendemain. Après plusieurs mois de dures négociations, une réconciliation est arrangée entre le roi et les magnats rebelles : tout comme ses complices, le comte d'Arundel reçoit un pardon royal le 16 octobre 1313, bien que la rancune d'Édouard II envers les assassins de son favori demeure. En juin 1314, Edmond FitzAlan figure parmi les barons qui refusent d'accompagner Édouard dans sa campagne contre les Écossais, ce qui contribue à la défaite anglaise lors de la bataille de Bannockburn.

### Changement d'allégeance

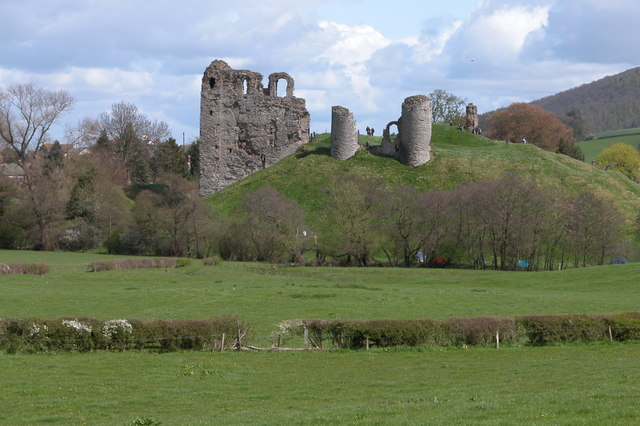
Le château de Clun est la source de la rivalité personnelle entre Edmond FitzAlan et son cousin Roger Mortimer de Wigmore.

Pourtant, au moment où a lieu la bataille de Bannockburn, le comte d'Arundel semble avoir changé d'allégeance en faveur du roi. Le rapprochement entre le roi et le comte a en fait commencé plus tôt, lorsque le 2 novembre 1313, Edmond FitzAlan reçoit un pardon du roi concernant les dettes qu'il a contractées envers la couronne. Le facteur déterminant dans ce processus est toutefois l'alliance conclue entre le comte d'Arundel et les Despenser, nouveaux favoris royaux à compter de 1318. Hugues le Despenser le Jeune et son père Hugues l'Aîné prennent peu à peu le contrôle du gouvernement et utilisent leurs pouvoirs pour s'enrichir. Tandis que ce comportement suscite des critiques au sein de la noblesse, Edmond FitzAlan reste neutre sur le sujet. Déjà, en 1314 ou 1315, son fils aîné Richard a été fiancé à Isabelle, une des filles d'Hugues le Despenser le Jeune. Se séparant peu à peu de son ancien allié Thomas de Lancastre, Edmond commence à recevoir de nouvelles fonctions d'importance : le 19 novembre 1316, il est nommé gardien des Marches écossaises ; en août 1318, il négocie le traité de Leake, qui réconcilie Édouard II et Lancastre ; en septembre 1319, il participe au siège infructueux de Berwick-upon-Tweed. 
L'ascension des Despenser suscite la colère de certains barons, qui demandent en août 1321 au roi de les exiler. Le roi, qui a dû faire face à l'éclatement d'une rébellion baronniale dans les Marches galloises, accepte de mauvaise grâce. Le comte d'Arundel vote l'expulsion des Despenser mais affirme plus tard qu'il l'a fait sous la contrainte et soutient leur retour en Angleterre dès décembre 1321. Ce soutien indéfectible envers le roi et ses favoris peut s'expliquer par le fait que son cousin Roger Mortimer de Wigmore s'est emparé en mai 1321 de son château de Clun,. En janvier 1322, Edmond FitzAlan accompagne Édouard II lors de sa campagne dans les Marches galloises, puis l'encourage à attaquer Thomas de Lancastre, qui est écrasé à Boroughbridge le 16 mars et exécuté. À la suite du triomphe du roi, les Despenser s'enrichissent davantage grâce aux terres des rebelles confisquées. Hugues le Despenser l'Aîné est créé en mai 1322 comte de Winchester, tandis que le comte d'Arundel, qui est désormais l'un des plus ardents partisans du roi, est lui aussi grandement récompensé. Après la capture de Roger Mortimer de Chirk, il reçoit sa seigneurie de Chirk en Galles et cumule par la suite d'importants postes : il est nommé Chief justiciar du Pays de Galles en 1323, puis gardien des Marches galloises en 1325. Edmond étend également son influence par des alliances matrimoniales : en 1325, il parvient à arranger le mariage de deux de ses filles avec les héritiers des comtes de Hereford et de Warwick.

### Chute et mort

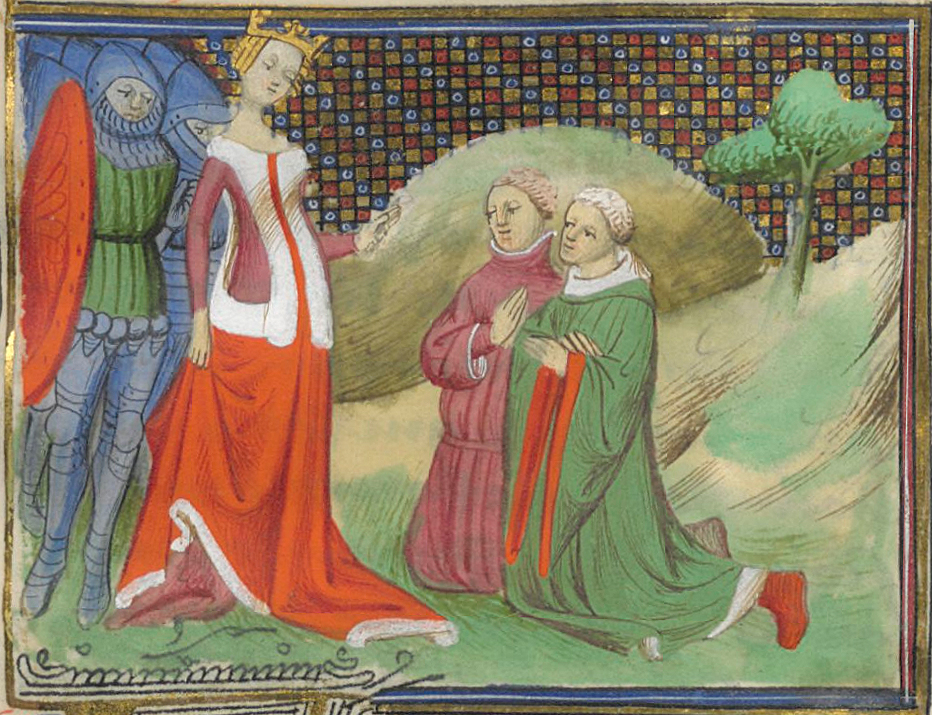
Edmond FitzAlan et Hugues le Despenser l'Aîné sont amenés prisonniers devant la reine Isabelle de France. Image extraite des Chroniques de Jean Froissart.

En août 1323, Roger Mortimer de Wigmore, qui a été incarcéré à la Tour de Londres à la suite de sa rébellion, s'évade et s'embarque pour la France. Deux ans plus tard, la reine Isabelle de France se rend à Paris en ambassade et profite de son absence pour s'allier avec Mortimer et développer un plan visant à renverser le régime oppressif de son époux Édouard II et des Despenser. Les deux alliés débarquent en Angleterre le 24 septembre 1326 et ne rencontrent aucune opposition, principalement à cause du ressentiment du peuple et des barons envers les Despenser. Le comte d'Arundel échappe aux rebelles en s'enfuyant avec le roi vers l'ouest et est ensuite envoyé par le roi lever des troupes dans le Shropshire mais échoue à remplir cette mission. Il est capturé à Shrewsbury par son vieil ennemi John Charleton, 1er baron Cherleton, et livré à la reine Isabelle à Hereford. Le 17 novembre, Edmond FitzAlan est exécuté sur ordre de Roger Mortimer, en compagnie de deux de ses compagnons, John Daniel et Thomas de Micheldever. Selon le chroniqueur Adam Murimuth, l'utilisation d'une épée émoussée aurait été réclamée et 22 coups auraient été nécessaires de la part du bourreau pour le décapiter. 

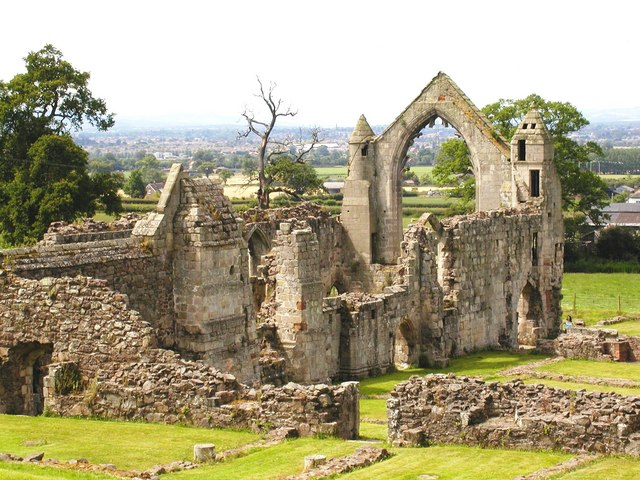
Les ruines de l'abbaye d'Haughmond, où est située la sépulture d'Edmond FitzAlan.

Edmond FitzAlan est enterré d'abord à l'église franciscaine de Hereford, avant d'être transféré à  l'abbaye d'Haughmond, près de Shrewsbury, selon ses dernières volontés. En signe de remords, son rival John Charleton fait plus tard prononcer des prières pour le salut de son âme. Bien qu'il n'ait jamais été canonisé, un culte autour de sa personne est apparu pendant les années 1390, au cours duquel il est associé au roi du IXe siècle Edmond le Martyr. Cette vénération a peut-être été inspirée par un culte rendu en l'honneur de son petit-fils Richard, 4e comte d'Arundel, exécuté sur ordre de Richard II en 1397. Les biens d'Edmond FitzAlan sont confisqués par la couronne et principalement saisis par la reine Isabelle et Roger Mortimer. Le château d'Arundel est brièvement détenu par Edmond de Woodstock, 1er comte de Kent, avant qu'il ne soit lui-même exécuté le 19 mars 1330. Après l'arrestation d'Isabelle et de Roger Mortimer le 19 octobre 1330, le fils aîné d'Edmond FitzAlan, Richard, est autorisé à réclamer son héritage, qui lui est rendu par le roi Édouard III dès le 8 février 1331.

## Descendance
Edmond et son épouse Alice de Warenne ont au moins neuf enfants :
| Nom                | Date de naissance | Date de décès   | Notes                                                       |
| ------------------ | ----------------- | --------------- | ----------------------------------------------------------- |
| Richard FitzAlan   | vers 1313         | 24 janvier 1376 | Épouse (1) Isabelle le Despenser, (2) Éléonore de Lancastre |
| Alice FitzAlan     | vers 1314         | vers 1325/30    | Épouse John de Bohun, 5e comte de Hereford                  |
| Katherine FitzAlan | —                 | vers 1375/6     | Épouse (1) Henry Hussey, (2) Andrew Peverell                |
| Eleanor FitzAlan   | —                 | avant 1347      | Épouse Gérard de Lisle, 1er baron Lisle                     |
| Aline FitzAlan     | —                 | 20 janvier 1386 | Épouse Roger le Strange, 5e baron Strange de Knockin        |
| Mary FitzAlan      | —                 | 29 août 1396    | Épouse John le Strange, 4e baron Strange de Blackmere       |
| Edmund FitzAlan    | —                 | vers 1349       |                                                             |
| Michael FitzAlan   | —                 | —               |                                                             |
| Elizabeth FitzAlan | —                 | après 1357      | Épouse William Latimer, 4e baron Latimer                    |